# 泗南江
泗南江位于中华人民共和国云南省南部，是阿墨江左岸支流，上游称牛孔河，发源于红河哈尼族彝族自治州绿春县县城大兴镇东北的潘家东山，向西南流经绿春县城城区、牛孔镇，进入普洱市墨江哈尼族自治县后称纳卡河，西北流至墨江县坝溜镇厄尼村大沙铺后始称“泗南江”，继续西北流至那哈乡珠街村以南一带进入泗南江水库库区，干流于坝溜镇联珠村嫚（杩）娘新寨以西出水库大坝，继续向西北流至泗南江镇以西过泗南江大桥后注入阿墨江。河长101.2千米，落差1745.5米，流域面积1658.2平方千米。年均径流量14.08亿立方米，干流水力资源理论蕴藏量20.9万千瓦。泗南江流域地处哀牢山南端，属亚热带季风气候。泗南江两岸是中国紫胶产量最高的地区。